# Epifânio de Pavia
Epifânio de  Pavia, mais tarde venerado como Santo Epifânio de Pavia, foi  bispo de Pavia de 466 até sua morte em 496.

## Biografia
Consagrado bispo com 28 anos, Epifânio reconstruiu a igreja de Pavia após ter sido destruída pelas forças do hérulo Odoacro.
Por toda a vida, Epifânio realizou muitas missões e explorações em nome da igreja. Uma das mais significantes foi a expedição à Ravena, onde enfrentou Teodorico, o Grande, logo após seu embate com Odoacro, onde brigou pelos direitos civis, em sua jornada como embaixador para o imperador Júlio Nepos, com o rei visigodo Eurico em Tolosa, no Reino Visigótico.
Epifânio morreu na Borgonha graças ao rigor do inverno em sua jornada atrás de Teodorico, em 21 de janeiro de 496, com 58 anos.